# Pávlos Kontídis
Pávlos Kontídis (grec moderne : Παύλος Κοντίδης), né le 11 février 1990 à Limassol, est un marin chypriote, en catégorie Laser. Il a décroché la première médaille olympique, jamais obtenue par son pays.

## Repères biographiques
Suivant son père, il commence la voile, à l'âge de neuf ans, sur un Optimist. Dès ses douze ans, il se tourne vers le Laser, son poids (67 kg) ne lui permettant plus d'être compétitif dans l'autre catégorie. Il est membre du Limassol Nautical Club.
Il a étudié l'architecture navale à l'Université de Southampton, bien qu'il ait délaissé les cours pendant deux ans, pour pouvoir être performant à ses deuxièmes Jeux.
Il s'entraîne avec le Croate Tonči Stipanović (quatrième à Weymouth) sous la férule de Jozo Jakelić, entre son île et la Croatie. Treizième aux Jeux olympiques de Pékin en 2008, il décroche en 2012 lors des Jeux olympiques de Londres la médaille d'argent en Laser Standard à Weymouth, derrière Tom Slingsby, quintuple champion du monde. Il devient ainsi le premier médaillé olympique chypriote, en neuf participations de son pays aux Jeux. Il obtient, par là même, une prime de 130 000 euros.
En août 2024, il décroche une nouvelle médaille d'argent en Laser à Marseille lors des Jeux olympiques de Paris, offrant à Chypre la deuxième médaille olympique de son histoire et devenant ainsi le premier double-médaillé olympique chypriote.
Sur le site de la fédération internationale, il confie qu'il aimerait après sa carrière sportive avoir sa propre entreprise pour concevoir des yachts ou travailler pour une équipe participant à la coupe de l'America.

## Palmarès
Tous ces résultats ont été obtenus en catégorie Laser.

### Jeux olympiques
- Jeux olympiques de 2008 à Qingdao (Chine) : 
  - Treizième
- Jeux olympiques de 2012 à Weymouth (Royaume-Uni) : 
  -  Médaille d'argent
- Jeux olympiques de 2016 à Glória (Brésil) : 
  - Septième
- Jeux olympiques de 2020 à Eno-shima (Japon) : 
  - Quatrième
- Jeux olympiques de 2024 à Marseille (France) :
  -  Médaille d'argent

### Championnats du monde
| - Championnat du monde de laser 2006 à Jeju (Corée du Sud) : - Soixante-dizième - Championnats du monde de voile 2007 à Cascais (Portugal) : - Soixante-deuxième - Championnat du monde de laser 2008 à Terrigal (Australie) : - Quarante-quatrième - Championnat du monde de laser 2009 à Halifax (Canada) : - Dix-neuvième - Championnat du monde de laser 2010 à Hayling Island (Royaume-Uni) : - Cinquième - Championnats du monde de voile 2011 à Perth (Australie) : - Dixième - Championnat du monde de laser 2012 à Boltenhagen (Allemagne) : - Vingt-et-unième - Championnat du monde de laser 2013 Al Musannah (Oman) : - Vice-champion - Championnats du monde de voile 2014 à Santander (Espagne) : - Dixième - Championnat du monde de laser 2015 à Kingston (Canada) : - Neuvième | - Championnat du monde de laser 2016 à Nuevo Vallarta (Mexique) : - Seizième - Championnat du monde de laser 2017 à Split (Croatie) : - Champion du monde - Championnats du monde de voile 2018 à Aarhus (Danemark) : - Champion du monde - Championnat du monde de laser 2019 à Sakaiminato (Japon) : - Dix-huitième - Championnat du monde de laser 2020 à Melbourne (Australie) : - Douzième - Championnat du monde de laser 2021 à Barcelone (Espagne) : - Douzième - Championnat du monde de laser 2022 à Nuevo Vallarta (Mexique) : - Vice-champion - Championnats du monde de voile 2023 à La Haye (Pays-Bas) : - Sixième - Championnat du monde de laser 2024 à Adélaïde (Australie) : - Sixième |

### Championnats d'Europe
- Championnats d'Europe de 2009 à Landskrona (Suède) :
  - Quatrième
- Championnats d'Europe de 2010 à Tallinn (Estonie) :
  - Quatorzième
- Championnats d'Europe de 2022 à Hyères (France) :
  -  Médaille d'or
- Championnats d'Europe de 2023 à Andora (Italie) :
  -  Médaille de bronze

### Jeux méditerranéens
- Jeux méditerranéens de 2018 à Tarragone (Espagne) :
  -  Médaille d'argent en Laser